# Anarquismo e violência

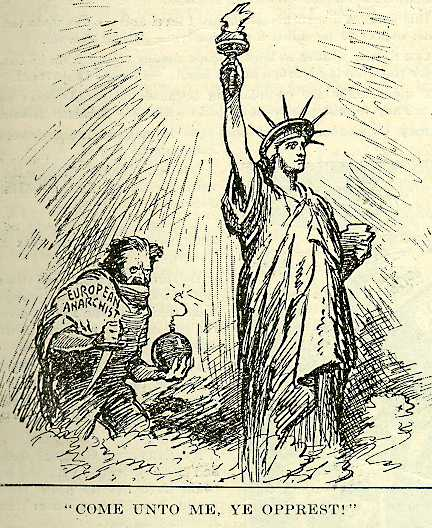
Um desenho americano publicado em 1919, descrevendo um "anarquista europeu" se preparando para destruir a Estátua da Liberdade

Anarquismo e violência acabaram se tornando tão próximos para o senso comum, em parte devido ao conceito de "Propaganda pelo Ato". Propaganda pelo ato, ou Attentát, era sustentado por um número significativo de anarquistas que se tornaram notórios no final do século XIX, e estava associada a uma série de incidentes de violência. O pensamento anarquista, no entanto, é relativamente diversificado quanto a questão da violência. Algunsa anarquistas têm oposto a coerção, enquanto outros a defendem, seja como forma de questionamento ao monopólio da violência do estado, seja enquanto parte de uma revolução violenta a caminho da anarquia ou utopia
Acredita-se, no entanto, que o primeiro periódico anarquista tinha o nome de O Revolucionário Pacífico, inspirado no pacifismo tolstoiniano, uma corrente anarquista que identifica a violência como uma ferramenta de opressão, particularmente opressão estatal.